# Vetkoek
Le vetkoek (/ˈfɛtkʊk/, afrikaans : [ˈfɛtkuk]) est un pain traditionnel sud-africain à base de pâte frite. Il ressemble au Johnny cake des Caraïbes ou Bokit des Antilles françaises, à l'oliebol néerlandais et aux sopaipillas mexicaines. Il est également connu sous le nom xhosa et zoulou igwinya (au pluriel amagwinya).

## Histoire
Le mot vetkoek signifie littéralement « gâteau gras » en afrikaans et a ses racines profondément ancrées dans l'histoire sud-africaine. On pense que le plat est né avec les Voortrekkers, des colons hollandais qui se sont installés à l'intérieur de l'Afrique du Sud dans les années 1830. À la recherche d'options alimentaires portables et durables pour leurs longs voyages, ils ont développé le vetkoek comme une solution pratique. Ces humbles débuts ont conduit le vetkoek à devenir un aliment réconfortant apprécié de nombreux Sud-Africains, apprécié dans les foyers et vendu par des vendeurs ambulants à travers le pays.

## Préparation
Il a la forme d'un beignet sans trou et est fait avec une pâte levée, faite de farine, de sel et de levure. Les vetkoeks sont également souvent préparés avec un hachis au curry, qui est farci à l'intérieur. 

## Diffusion
Le vetkoek est généralement vendu dans les restaurants familiaux à emporter et lors des festivals et événements culturels africains. Le vetkoek est un plat populaire pour de nombreuses personnes vivant en Afrique du Sud où il est servi nature ou avec une garniture et est chaud et est vendu par une grande variété de petites entreprises commerciales, de marchands ambulants dans les stations de taxis, de vendeurs en bord de route et de fast-foods situés dans toute l'Afrique du Sud, la Namibie et le Botswana.